# Sankt-Florian-Prinzip
Dieser Artikel wurde auf der Qualitätssicherungsseite des Portals Soziologie eingetragen. Dies geschieht, um die Qualität der Artikel aus dem Themengebiet Soziologie auf ein akzeptables Niveau zu bringen. Hilf mit, die inhaltlichen Mängel dieses Artikels zu beseitigen, und beteilige dich an der Diskussion. (Artikel eintragen)

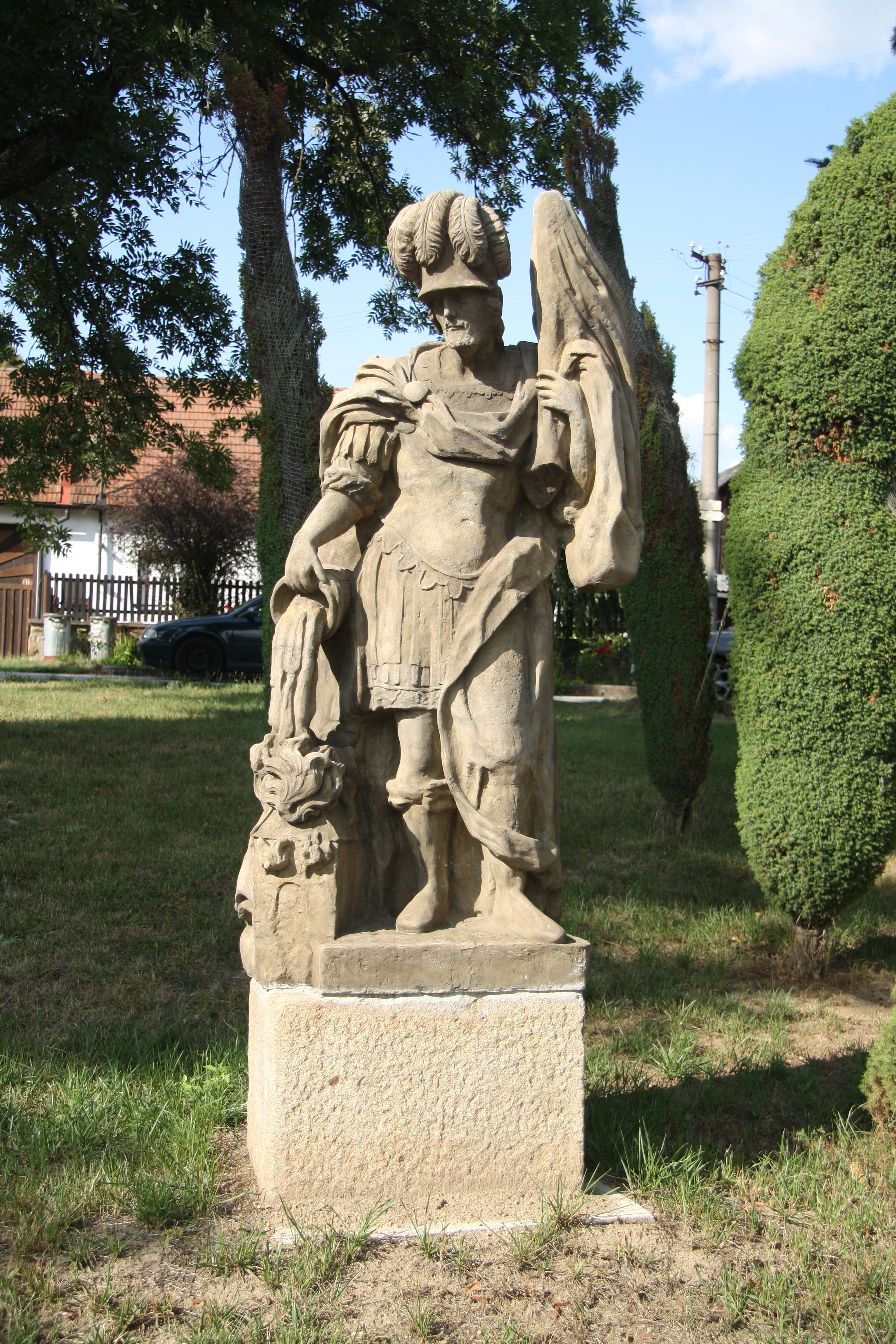
Statue von Sankt Florian beim Löschen eines brennenden Hauses

Das Sankt-Florian-Prinzip (österreichisch: Floriani-Prinzip) oder die Sankt-Florian-Politik bezeichnet Verhaltensweisen, potentielle Bedrohungen oder Gefahrenlagen nicht zu lösen, sondern auf andere zu verschieben. Die englischsprachige Entsprechung ist NIMBY, ein Akronym für not in my backyard („nicht in meinem Hinterhof“). 

## Ursprung
Früher war es üblich, die Hilfe des Heiligen Florian anzurufen, der als Schutzpatron für die Abwendung von Feuer und Dürre zuständig ist. Volkstümliche Verbreitung fand ein vermeintlich frommer Spruch, der vermutlich von einer ironisch gemeinten Votivtafel stammt und das Prinzip prägnant erläutert:

„Heiliger Sankt Florian / Verschon’ mein Haus, zünd’ and’re an!“

Oftmals findet sich der Heilige Florian als Lüftlmalerei auf Wohn-, Feuerwehr- oder Bauernhäusern. Meist wird er als überlebensgroße Gestalt abgebildet, die aus einem Eimer Wasser auf ein brennendes Gebäude schüttet.
Einer anderen Vermutung nach entstammt der gleiche Spruch einem Spottlied, das Leute vor Jahrhunderten dichteten, die zum Salzburger Dom wallfahrenden Pinzgauern abweisend gegenüberstanden.
Der Ausdruck wird – meist in abwertender Weise – für Situationen oder Prinzipien verwendet, bei denen Teile der Bevölkerung bestimmte überregional bedeutsame Infrastruktur zwar grundsätzlich befürworten und oft auch selbst nutzen wollen, aber deren Errichtung in der Nähe des eigenen Wohnorts abgelehnt wird, weil die Personen selbst lokal Nachteile empfinden. Dabei wird nicht nach einer für die Bevölkerungsgesamtheit optimalen Lösung gestrebt, sondern lediglich einseitig versucht, die Nachteile für sich selbst zu verhindern und auf andere Bevölkerungsgruppen abzuwälzen, was Verwendern des Begriffs unredlich erscheint. Es wird anderen Personen eine Geisteshaltung unterstellt, nach der sie die Vorteile moderner Technologie zwar nutzen, im eigenen Umfeld aber keine Nachteile in Kauf nehmen wollen (vgl. Trittbrettfahrerproblem). Es wird versucht, diese Nachteile auf andere Mitglieder der Gesellschaft abzuwälzen, was in vielen Fällen auch erreicht wird, wenn sie sich stark genug Gehör verschaffen können. Dass dieser Effekt jedoch keineswegs automatisch eintritt, zeigen verschiedene europäische Umfragen zur Errichtung von Windparks zur Windenergienutzung.
Das Verhalten wird im deutschsprachigen Raum seit 2010 teilweise mit dem (ebenfalls abwertend gemeinten) Begriff der Wutbürger in Verbindung gebracht oder sogar gleichgesetzt, wenn Bürgerproteste vorrangig lokal geprägt sind. Der englische Begriff NIMBY erschien erstmals um 1980.

## Beispiele
Als typisches Beispiel wird oftmals ein Lobbyismus angeführt, bei dem finanzkräftige Gruppen sich gegen ein Vorhaben starkmachten, um vorrangig ihr Eigentum oder ökonomische Interessen zu schützen (Eigenheimbesitzer, Eigentümer von Geschäften, am Tourismus Beteiligte usw.). Besonders häufig wird das Sankt-Florian-Prinzip in Deutschland in Verbindung mit dem Ausbau der Erneuerbaren Energien und des Ausbaus der Stromnetzes gebracht. Auch der Müllexport, die Ausbildung ethnischer Ghettos oder die Schaffung von großen, abgelegenen Flüchtlingseinrichtungen seien auf diese Haltung zurückzuführen.
Überwiegend wird das Argument im Zusammenhang mit der Errichtung und dem Betrieb von Infrastruktur vorgebracht, beispielsweise bei Kraftwerken aller Art (auch Windkraftanlagen und Photovoltaikanlagen), Hochspannungsleitungen, Verkehrsinfrastruktur (Straßen, Brücken, Eisenbahnstrecken, Kanäle, Flughäfen), Unterkünften für marginalisierte Gruppen (Flüchtlingsunterkünfte, Obdachlosenheime, Gefängnisse), Großtechnischen Anlagen (Fabriken, Klärwerke, Anlagen zur Entsorgung oder Lagerung von (radioaktiven) Abfällen) sowie Mobilfunkstationen.